# 圣阿比
圣阿比（法語：Saint-Abit，法語發音：[sɛ̃t‿abit]）是法国大西洋比利牛斯省的一个市镇，位于该省东部，属于波城区。

## 地理
圣阿比（43°12'18"N, 0°17'39"W）面积4.22 平方千米，位于法国新阿基坦大区大西洋比利牛斯省，该省份为法国东南部省份，涵盖了贝阿恩与北巴斯克，西临大西洋比斯開灣，北至朗德省，东北接热尔省，东临上比利牛斯省，南与西班牙接壤。
与圣阿比接壤的市镇（或旧市镇、城区）包括：阿罗斯德奈、博埃伊-伯赞、博斯达罗斯、帕尔迪斯皮耶塔特。

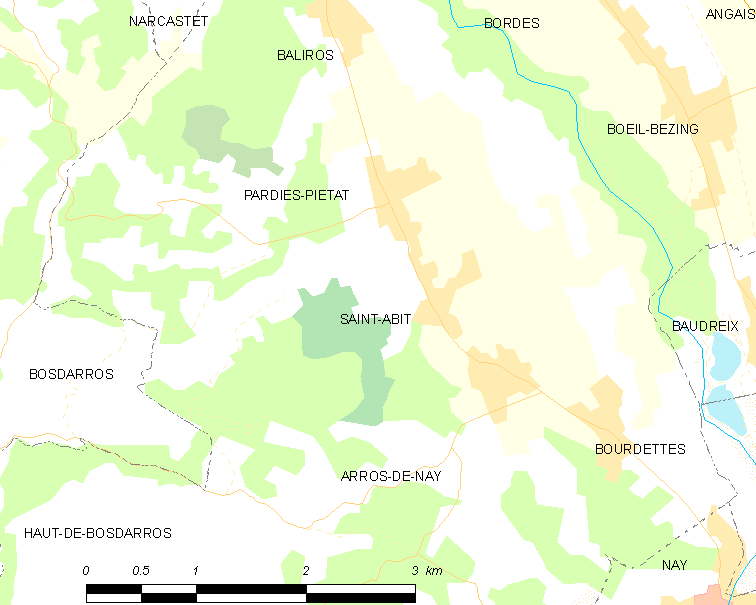
圣阿比的OSM定位图

圣阿比的时区为UTC+01:00、UTC+02:00（夏令时）。

## 行政
圣阿比的邮政编码为64800，INSEE市镇编码为64469。

## 政治
圣阿比所属的省级选区为乌佐姆河、激流与内兹河岸县。

## 人口

1962-2008年间圣阿比人口变化图示

圣阿比于2022年1月1日时的人口数量为300人。